# Vila-seca (Navès)
Vila-seca és una masia situada al municipi de Navès, a la comarca catalana del Solsonès.